# Gunnar Oldin
Gunnar Emil Olof Oldin, född 4 februari 1932 i Stockholm, död 29 maj 1974 i Stockholm, var en svensk journalist och filmkännare.

## Biografi
Oldin var under 1950-talet filmrecensent i ett flertal dags- och veckotidningar. 1956 skapade han Filmkrönikan för SVT. Efter de fyra första Filmkrönikan-avsnitten, som presenterades av Arne Weise, var han programmets programledare fram till 1963. Det året lämnade han över sysslan till Nils Petter Sundgren för att själv bli produktionschef på Europafilm.
På Europafilm var Oldin bland annat produktionsledare för Jörn Donners första film En söndag i september (1963).
Gunnar Oldin var även den som 1960 skapade den svenska julaftonens tv-klassiker Kalle Anka och hans vänner önskar God Jul.
Oldin var åren 1964–1966 ordförande för Svenska boxningsförbundet.
Han är begravd på Norra begravningsplatsen.

## Filmografi
- Klasskamrater (1952)[9]